# Ngày Quốc tế Từ thiện
Ngày Quốc tế Từ thiện, viết tắt là IDC (International Day of Charity) là một ngày hành động quốc tế, được Đại hội đồng Liên Hợp Quốc chọn là ngày 5 tháng 9 nêu trong Nghị quyết A/RES/67/105 ngày 17/12/2012.
Mục đích chính của Ngày Quốc tế từ thiện là để nâng cao nhận thức và cung cấp một nền tảng chung cho các hoạt động từ thiện liên quan đến tất cả các nơi trên thế giới, cho các cá nhân và các tổ chức từ thiện, cũng như các tình nguyện viên cho mục đích riêng ở các cấp địa phương, quốc gia, khu vực hay quốc tế .

## Lịch sử
Ngày Quốc tế Từ thiện được hình thành như một sáng kiến xã hội dân sự Hungary được Quốc hội và Chính phủ Hungary hỗ trợ vào năm 2011, nhằm nâng cao tầm nhìn, tổ chức các sự kiện đặc biệt và bằng cách này để tăng cường tình đoàn kết, trách nhiệm xã hội
Ngày 5 tháng 9 được chọn để kỷ niệm ngày qua đời của Mẹ Teresa Calcutta, người đã nhận giải Nobel Hòa bình năm 1979 “vì công việc được thực hiện trong cuộc đấu tranh vượt qua nghèo đói và đau khổ, cũng là mối đe dọa đối với hòa bình.”
Vào ngày 17 tháng 12 năm 2012, để đáp lại đề xuất của Hungary, Đại hội đồng Liên Hợp Quốc đã thông qua một nghị quyết bằng sự đồng thuận chỉ định ngày 5 tháng 9 là Ngày Quốc tế Bác ái. Nghị quyết được đồng tài trợ bởi 44 quốc gia thành viên Liên Hợp Quốc (Albania, Angola, Úc, Belarus, Bosnia và Herzegovina, Bulgaria, Campuchia, Chile, Croatia, Cộng hòa Dominica, Estonia, Georgia, Hy Lạp, Guatemala, Honduras, Hungary, Ấn Độ, Ireland , Israel, Ý, Jordan, Kazakhstan, Kyrgyzstan, Latvia, Lebanon, Lithuania, Luxembourg, Macedonia, Madagascar, Malta, Montenegro, Pakistan, Ba Lan, Hàn Quốc, Romania, Serbia, Singapore, Slovakia, Slovenia, Thái Lan, Thổ Nhĩ Kỳ, Ukraina)
Trong nghị quyết của mình, Đại hội đồng đã mời các Quốc gia thành viên, các tổ chức thuộc hệ thống Liên hợp quốc và các tổ chức quốc tế và khu vực khác, các bên liên quan, cũng như các tổ chức phi chính phủ của xã hội dân sự, kỷ niệm Ngày Quốc tế Từ thiện một cách thích hợp, bằng cách khuyến khích hoạt động từ thiện. , bao gồm thông qua các hoạt động giáo dục và nâng cao nhận thức cộng đồng.

### Lễ kỷ niệm đầu tiên của Liên hợp quốc
Biên tập
Vào ngày 5 tháng 9 năm 2013, Phái đoàn thường trực của Hungary tại Liên hợp quốc, phối hợp với Chương trình Phát triển Liên hợp quốc, Quỹ Liên hợp quốc và với sự hỗ trợ của Bộ Thông tin Liên hợp quốc, đã đánh dấu lễ kỷ niệm đầu tiên của Ngày Quốc tế Từ thiện. tại Trụ sở Liên Hiệp Quốc ở New York. Lễ kỷ niệm bắt đầu bằng các bài phát biểu quan trọng của Trợ lý Tổng thư ký Robert C. Orr, Kathy Calvin, Chủ tịch kiêm Giám đốc điều hành của Quỹ Liên hợp quốc và Hugh Evans, Giám đốc điều hành của Dự án Nghèo đói Toàn cầu. Hai cuộc thảo luận nhóm do Matthew Bishop từ Giám đốc điều hành The Economist, Mẹ Teresa, điều hành, khám phá vai trò của tổ chức từ thiện trong việc xóa đói giảm nghèo và thúc đẩy khả năng tiếp cận nước sạch và vệ sinh. Các diễn giả đại diện cho các tổ chức hàng đầu trong lĩnh vực từ thiện, bao gồm tổ chức từ thiện: nước, WaterAid, The Resource Alliance, Foundation Center và The Coca-Cola Foundation. Các cuộc thảo luận tập trung vào bài học kinh nghiệm và vai trò của khu vực phi lợi nhuận trong việc thực hiện Chương trình nghị sự phát triển sau năm 2015. Tổng thư ký gửi thông điệp bằng văn bản nhân Ngày Quốc tế Từ thiện.

### Các sự kiện khác trên thế giới vào ngày 5 tháng 9 năm 2013
Tại thủ đô Hungary, Sứ thần Tòa Thánh và Đại sứ quán Cộng hòa Albania đã tổ chức một sự kiện đặc biệt bao gồm thánh lễ, triển lãm ảnh và quyên góp nhân dịp Ngày Quốc tế Bác ái đầu tiên. Qatar Red Crescent và The Ritz-Carlton Doha đã tổ chức Ngày Quốc tế Từ thiện và dành riêng cho trẻ em Syria với khẩu hiệu "Mang lại niềm vui cho các em". Các tín đồ và tình nguyện viên của Hiệp hội Ý thức Krishna Hungary đã tổ chức một chương trình phân phát thực phẩm miễn phí đặc biệt ở trung tâm thủ đô Budapest của Hungary, phục vụ 500 đĩa đồ chay nóng hổi, sữa chua, trái cây và đồ ngọt mỗi giờ. Tòa Thánh đã ra thông cáo báo chí nhân Ngày Quốc tế Bác ái.